# Cooking Vinyl
Cooking Vinyl — британский независимый звукозаписывающий лейбл, базирующийся в Эктоне, Лондон, Англия. Он был основан в 1986 году бывшим менеджером и агентом по бронированию билетов Мартином Гольдшмидтом и его деловым партнером Питом Лоуренсом. Голдшмидт остаётся нынешним владельцем и председателем правления, в то время как Роб Коллинз является управляющим директором.

## История

### 1986–1992
Cooking Vinyl была основана в 1986 году бывшим менеджером и агентом по бронированию билетов Мартином Голдшмидтом и менеджером по дистрибуции Питом Лоуренсом, которые изначально управляли бизнесом на полставки, занимая свободную комнату в муниципальном доме Голдшмидта в Стоквелле, Южный Лондон.
В 1986 году Cooking Vinyl записали импровизированное живое выступление певицы Мишель Шокед у костра на фолк-фестивале на плеере Sony Walkman с садящимися батарейками. Одним из своих первых релизов Cooking Vinyl выпустила запись под названием Campfire Tapes, и она разошлась тиражом в 250 000 копий по всему миру.
В 1989 году компания была близка к банкротству, когда её дистрибьютор Rough Trade был объявлен конкурсным управляющим. Пит Лоуренс продал свою долю в бизнесе Мартину Гольдшмидту, который продолжил бизнес, обслуживая долг компании в течение пяти лет.

### 1993–1999
Помимо традиционных соглашений о выплате роялти, в 1990-х годах Cooking Vinyl заключила соглашения об услугах артиста, по которым исполнитель сохраняет за собой авторские права на свои записанные материалы. Первый из этих контрактов был заключен в 1993 году на переиздание сборника Билли Брэгга Back To Basics.
С тех пор Брэгг возобновлял сотрудничество с Cooking Vinyl в общей сложности шесть раз, последний раз в 2013 году для выпуска студийного альбома Tooth And Nail.
Компания Cooking Vinyl предоставила аналогичные услуги для Элисон Мойе, Black Spiders, Гэри Ньюмана, James Skelly & The Intenders, Madness, Pigeon Detectives, Reverend and The Makers, Ron Sexsmith и The View.

### 2009–2012
В 2009 году Cooking Vinyl выступила партнером в выпуске пятого студийного альбома The Prodigy Invaders Must Die, который разошелся тиражом в 1,2 млн экземпляров по всему миру и стал самым продаваемым независимым альбомом года в Европе.
В 2012 году Аманда Палмер - адвокат DIY approach объявила, что сотрудничает с компанией Cooking Vinyl в рамках дистрибьюторского соглашения и услуг лейбла по выпуску ее студийного альбома Theatre Is Evil в Европе. Альбом был профинансирован в рамках масштабной кампании на Kickstarter, которая собрала более 1,2 млн долларов за 30 дней.
В 2012 году также был выпущен альбом Born Villain группы Marilyn Manson в рамках совместного предприятия между собственным лейблом Мэнсона Hell, etc. и Cooking Vinyl. Альбом имел глобальный успех, заняв 5-ю строчку в чартах Германии, 10-ю в США и возглавив чарты хард-рока и независимых альбомов Billboard. В Великобритании Born Villain достиг 14 места в британском чарте альбомов и 1 места в британском чарте рок-альбомов.

### 2014–2018
2014 год ознаменовался возвращением Embrace и их одноименного альбома. В том же году нью-йоркские рокеры The Pretty Reckless достигли 8-го места со своим вторым студийным альбомом.
В 2015 году The Prodigy выпустили свой альбом The Day Is My Enemy, который достиг 1-го места в чарте и был сертифицирован как золотой в Великобритании.
В 2016 году Passenger заняли первое место в Великобритании с альбомом Young As The Morning, Old As The Sea. В этом же году певица и автор песен Нина Несбитт подписала международный контракт с компанией Cooking Vinyl, предоставляющей услуги артистов.
В 2018 году Люси Спрэгган, бывшая участница шоу The X Factor, подписала долгосрочный контракт с издательством Cooking Vinyl Records и компанией Global Artist Services.
С 1994 года бывший владелец Doll By Doll Джеки Левен выпустил 23 альбома, пять из них в 2009 году.
Среди других артистов, которые выпускались на этом лейбле в 2010-х годах, есть Counting Crows, Ryan Adams, Suzanne Vega, The Cult, The Charlatans, The Cranberries, Richard Ashcroft (CV лицензировало альбом Righteous Phonographic, выпущенный компанией These People, а Эшкрофт подписал контракт с BMG), The Subways, Echo and the Bunnymen, Gary Numan, The Enemy, Groove Armada, The Proclaimers, Seth Lakeman, UB40 и The Dropkick Murphys.

### 2021—н.в.
В декабре 2021 года Клэр Гроган объявила, что первый за последние 38 лет альбом Altered Images выйдет в августе 2022 года на Cooking Vinyl под названием Mascara Streakz. Альбом был записан с Бобби Блюбеллом из The Bluebells и Бернардом Батлером, формально из Suede и McAlmont & Butler.

## Артисты

### Current
- 47Soul
- '68
- Adam Cohen
- Area 11
- Ali Campbell
- Alison Moyet
- Amanda Palmer
- Babymetal
- Billy Bragg
- Black Spiders
- The Bronx
- Calling All Cars
- Camper Van Beethoven
- Carl Barât and The Jackals
- Chas & Dave
- City and Colour
- DAM
- D.A.R.K.
- The Darkness
- Deap Vally
- Del Amitri[30]
- Embrace
- Fantastic Negrito
- Feeder
- Fickle Friends
- Frank Black
- The Fratellis
- Gary Numan
- Giraffe Tongue Orchestra
- Goldie
- Grand Duchy
- Isobell Campbell
- Jon Fratelli
- John Wheeler
- Kate Miller-Heidke
- Katherine Priddy
- The King Blues
- Lamb
- Lawson
- The Lemonheads
- Le Trio Joubran
- Lewis Watson
- Lissie
- Lucy Spraggan
- Madness
- Maxïmo Park
- Mexrrissey
- Nina Nesbitt
- Noah Gundersen
- The Orb
- Passenger
- Paul Kelly
- The Proclaimers
- Professor Green
- The Psychedelic Furs
- Reverend and The Makers
- Richard Ashcroft
- The Rifles
- Roger Waters
- Ron Sexsmith
- Röyksopp
- Seether
- Seth Lakeman
- Shed Seven
- Sophie Ellis-Bextor
- Starsailor
- The Subways
- Saint Raymond
- Suzanne Vega
- Teddy Thompson
- Thea Gilmore
- thenewno2
- The Travelling Band
- TLC
- Turin Brakes
- The Virginmarys
- The Waterboys
- Will Young

### Past
- Ac Acoustics
- Alex Chilton
- Andy White
- Ani DiFranco
- Audio Bullys
- Bauhaus
- Boiled in Lead
- Bob Mould
- Bruce Cockburn
- Cerebral Ballzy
- Chris Hillman
- Chuck Prophet
- Clannad
- Clem Snide
- Clive Gregson & Christine Collister
- Counting Crows
- Cowboy Junkies
- David Thomas
- Davy Spillane
- Dawn Landes
- Die Goldenen Zitronen
- The Dillinger Escape Plan
- Dropkick Murphys
- Flaco Jiménez
- Get Cape. Wear Cape. Fly
- Goats Don't Shave
- Grant Lee Phillips
- Great Big Sea
- Groove Armada
- Hanson
- Hayseed Dixie
- HIM
- Howling Bells
- Idlewild
- Jackie Leven
- James
- Janis Ian
- June Tabor
- Killing Joke
- Loudbomb
- Luka Bloom
- Marilyn Manson
- Michael Messer[31]
- Michael Nesmith
- Michelle Shocked
- Nina Nesbitt
- Nitin Sawhney
- Ocean Colour Scene
- Oysterband
- Prolapse
- Pulp
- Richard Thompson
- Roll Deep
- Rory McLeod
- Ryan Adams
- Skindred
- Stephen Duffy
- Sweet Honey in the Rock
- The Blackout
- The Bongos
- The Charlatans
- The Church
- The Cranberries
- The Cult
- The Dave Graney Show
- The Enemy
- The Jolly Boys
- The Lilac Time
- The Mekons
- The Nightingales
- The Pigeon Detectives
- The Pretty Reckless
- The Prodigy
- The Ukrainians
- The Undertones
- The Wannadies
- The View
- They Might Be Giants
- Tom Robinson
- Turbonegro
- T.V. Smith
- Underworld
- Velvet Crush
- Violent Femmes
- Weddings Parties Anything
- XTC
- Ziggy Marley